# Farmer Al Falfa

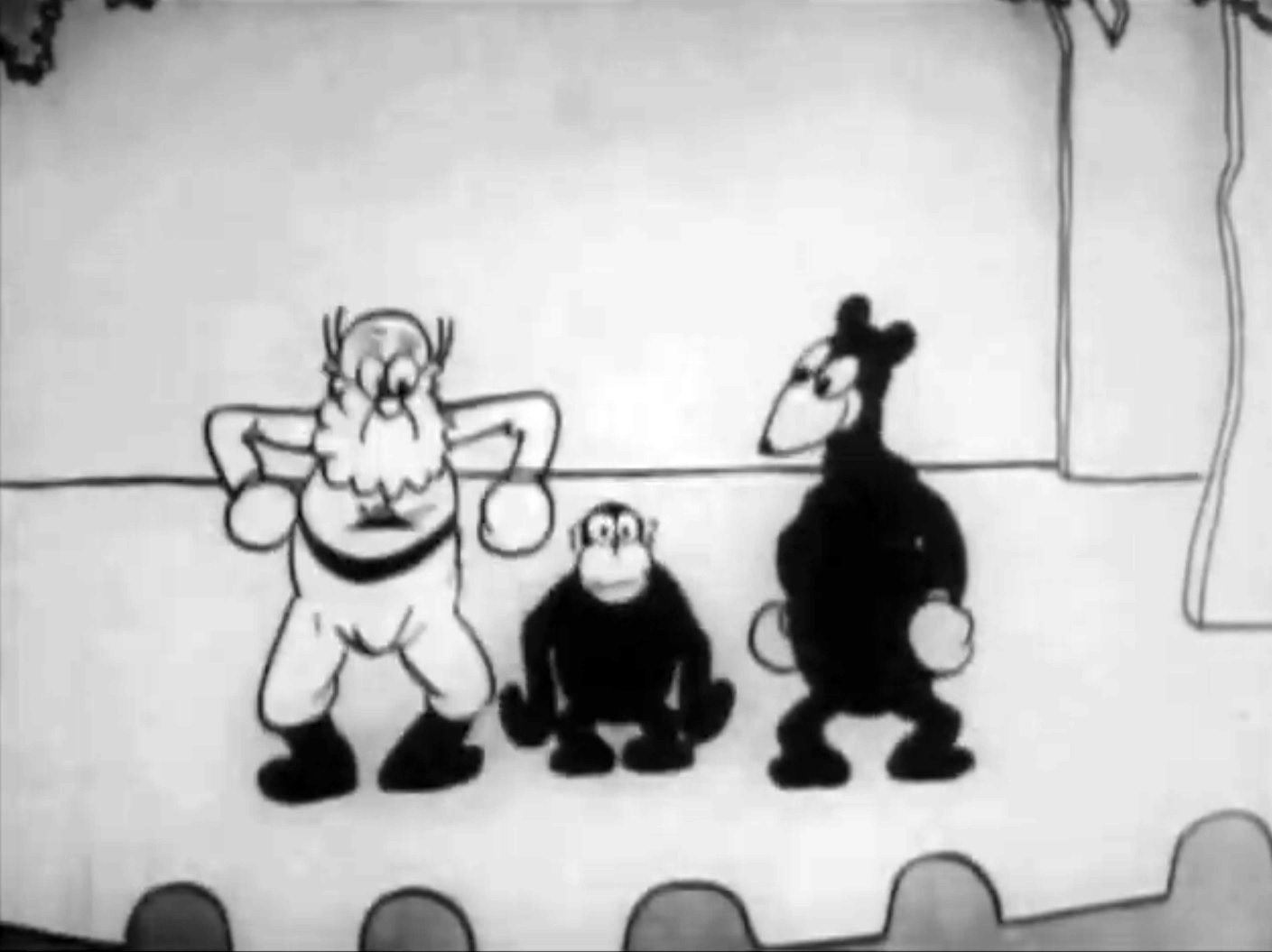
Farmer Al Falfa dans "Amateur Night on the Ark" (1923).

Farmer Al Falfa est un personnage de dessin animé créé en 1915 par Paul Terry, d'abord pour la Thanhouser Company. C'est un vieux fermier bourru souvent aux prises avec ses animaux.

## Filmographie partielle
- 1915 : Down on the Phoney Farm
- 1916 : Farmer Al Falfa Sees New York
- 1928 : Dinner Time